# Батавия (корабль, 1628)
«Бата́вия» — галеон Голландской Ост-Индской компании. Был построен в 1628 году на судоверфи в Амстердаме. Потерпел кораблекрушение во время своего первого рейса. Одноимённая реплика была построена на судоверфи Батавия (нидерл. Bataviawerf) города Лелистад в период с 1985 по 1995 год.

## История

### Постройка
Галеон «Батавия» был построен по заказу Голландской Ост-Индской компании и спущен на воду в 1628 году. Первый выход в море был запланирован на 27 октября 1628 года и пролегал из порта острова Тексел в Батавию (современная Джакарта). Галеон был под командованием: шкипер — Адриан Якобсзон (нидерл.  Adriaan Jakobsz), старший купец и глава экспедиции (нидерл. opperkoopman) — Франциско Пелсарт (фр. François Pelsaert), младший купец — Эронимус Корнелисзон (нидерл. Jeronimus Cornelisz). На борту пребывало около 350 человек: члены команды, отряд солдат и пассажиры. Трюмы были заполнены шестью сотнями тонн груза, включая более 200 тыс. гульденов для выплаты жалования администрации и ведения торговой деятельности.

### Выход в рейс
Галеон «Батавия» вышел из порта на острове Тексель 27 октября 1628 года. Конвой сопровождения состоял из семи судов — один военный, три многоцелевых судна, два торговых и одна яхта. На преодоление всего маршрута, включая заход в порт Южной Африки, отводилось два месяца. Франциско Пелсарт заподозрил шкипера в подготовке бунта с последующим захватом корабля вместе с грузом. Поскольку Пелсарту подчинялись около 30 солдат, он отдал приказ охранять не только груз, но и нести ночную вахту, предотвращая увод корабля от конвоя. После прохождения мыса Доброй Надежды он заболел лихорадкой и больше не мог контролировать судно. Воспользовавшись этим, шкипер Якобсзон смог увести судно от запланированного курса, а также из поля зрения конвоя сопровождения.

### Кораблекрушение
Напряжённая ситуация между главой экспедиции и шкипером привела к тому, что последний увёл корабль в неизвестные до того земли — Terra Australis. В ночь на 4 июня 1629 года галеон «Батавия» налетел на рифы и получил повреждения. Часть людей погибла во время крушения, остальные, около 260 человек, добрались до берега острова Бикон (в 60 км от Австралии), который находился в пределах видимости. Адриан Якобсзон и Франциско Пелсарт на лодках достигли суши, в то время как Эронимус Корнелисзон — остался на корабле. Корабль затонул, но из-за сравнительно малой глубины предполагалось поднятие груза. Из-за нехватки провизии и отсутствия воды на острове, Адриан Якобсзон и Франциско Пелсарт с небольшой командой отплыли на баркасе на поиски форта Батавии, расположенного более чем в 2000 км от места крушения. Через 33 дня плавания их подобрал корабль «Саардам», который был из состава конвоя сопровождения «Батавии». По прибытии в форт Батавия Франциско Пелсарт доложил генерал-губернатору о случившемся. Шкипер Адриан Якобсзон был взят под стражу. Корабль «Саардам» был снаряжён со спасательной экспедицией на помощь выжившим с галеона «Батавия». Дополнительной задачей было поднятие груза с затонувшего галеона. Экспедиция назад к острову заняла еще 50 дней.
Судьба оставшихся на месте кораблекрушения доподлинно неизвестна, но восстановлена отрывочно. Эронимус Корнелисзон устроил на острове диктатуру, опираясь на немногочисленных верных ему людей. Для того, чтобы избавиться от уцелевших на острове солдат, он отправил их на соседний остров под предлогом поиска пресной воды. По-видимому, солдат отправили без оружия и лодка вернулась без них. Предполагалось, что вечером солдаты разведут сигнальный костёр, когда будут готовы вернуться. Тем не менее, за ними возвращаться не стали. Оставшись без конкурентов, люди Корнелисзона взяли под контроль провизию и, как предполагается, начали истреблять остальных выживших, так как еды и воды на всех не хватало. По свидетельствам оставшихся в живых, они убили как минимум 110 человек, в том числе женщин и детей.
Когда начали заканчиваться припасы, Корнелисзон и его приспешники решили перебраться на остров к солдатам. История не сохранила подробностей, но вероятней всего солдаты по вечерам выставляли сигнальные огни и потому было известно, что они ещё живы. К удивлению, солдаты оказались не только живы и обеспечивали себя водой и едой, но ещё и сумели построить на острове форт, а также изготовить оружие из местной древесины, подобранного на берегу плавника и матросских ножей. От нескольких человек, бежавших вплавь от Корнелисзона, солдаты знали об убийствах на соседнем острове. Это позволило им подготовиться и дать отпор лучше вооруженным людям Корнелисзона, ослабевшим от недоедания, и оборонять свой остров до прибытия подмоги на «Саардаме». При отражении одного из нападений, солдатам даже удалось захватить в плен самого Корнелисзона. Тогда мятежников возглавил Ваутер Лосс (Wouter Loos), организовавший осаду «форта», которая почти удалась. По счастливой случайности, именно в этот момент «Саардам» подошёл к острову, и уцелевшие солдаты первыми смогли взобраться на его борт, сообщив Пелсарту свою версию событий. После короткого боя, все бунтовщики были схвачены. Самого Корнелисзона и нескольких наиболее отъявленных убийц казнили на ближайшем острове, ещё двоих высадили на пустынный берег Австралии, их дальнейшая судьба неизвестна. Остальных мятежников доставили в форт Батавия, где судили. Всего из 350 человек, начавших плавание на «Батавии», до форта Батавия на «Саардаме» добрались 68. Команде «Саардама» также удалось поднять с затонувшего галеона 10 из 12 ящиков с гульденами, составлявшими жалованье Ост-Индской компании.

## Реплика

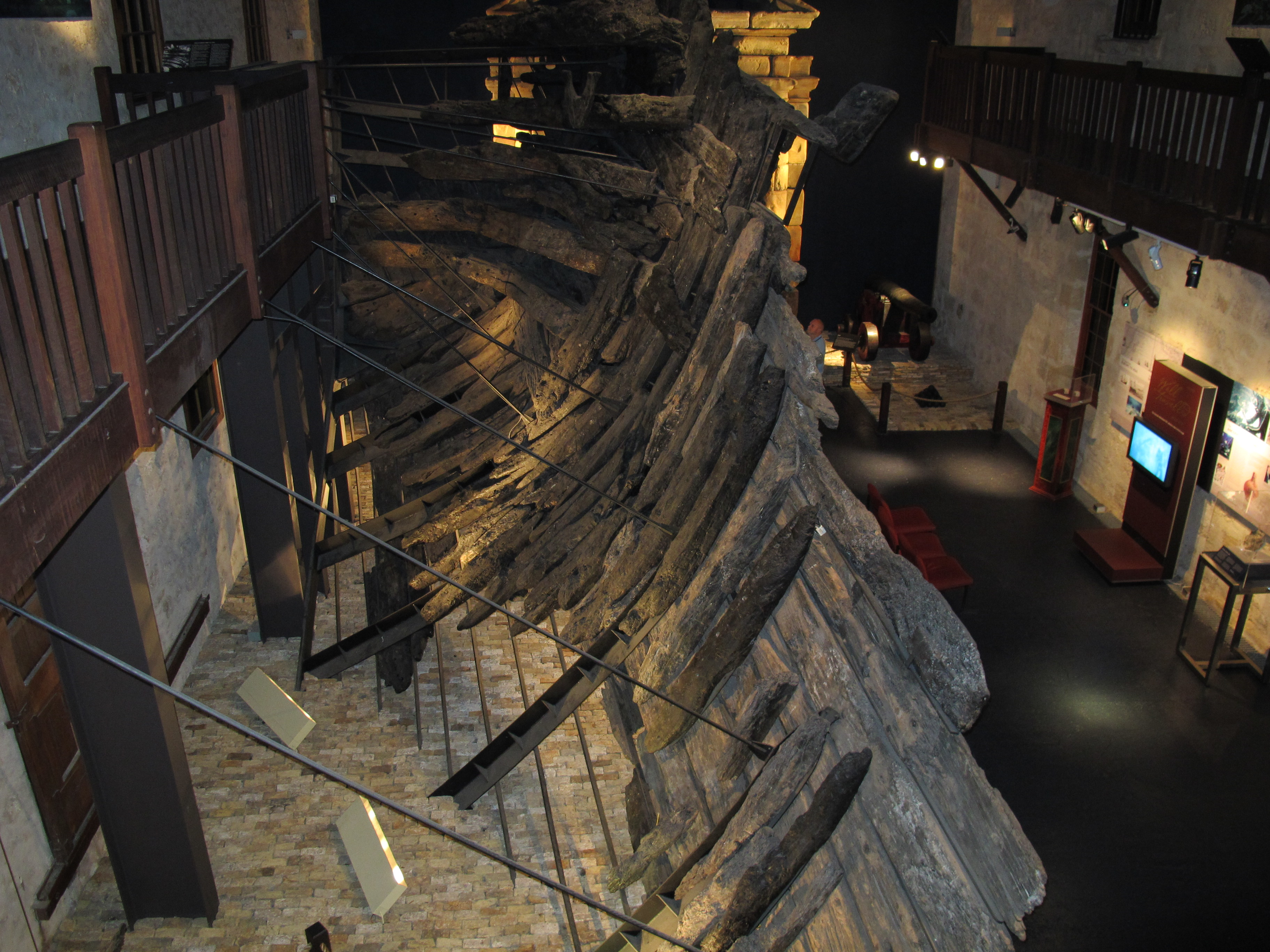
Фрагмент корпуса «Батавии», поднятый с дна

Место, где затонул галеон «Батавия», было найдено в 1963 году, и спустя 10 лет учёные приступили к раскопкам и поднятию останков. Лагерь исследователей находился на расположенном неподалёку острове Бикон. «Генриета» — специально сконструированное судно для работ по очистке дна и поднятию фрагментов — швартовалось именно у этого острова. Место затопления было разбито на участки, при расчистке которых, поднятые на поверхность части судна тщательно фотографировались. Со временем научная экспедиция получила обширную коллекцию фотографий многих элементов корпуса судна, что послужило материалом для постройки реплики. Голландский строитель Виллем Вос (нидерл. Willem Vos) принял решение о постройке традиционного парусника. Решение пало на галеон «Батавия». Виллем Вос спроектировал чертежи исходя из ранее полученных фотографий и исторических документов. Работы были начаты 4 октября 1985 года и окончены в 1995 году.
«Крестной матерью» реплики галеона «Батавия» стала Королева Нидерландов — Беатрикс. Церемония торжественного спуска на воду состоялась 7 апреля 1995 года на верфи Лелистад у Амстердама. Впоследствии, при раскопках на островах были найдены захоронения людей, а также следы казни (остатки виселицы), вероятно, самого Корнелисзона и его подручных.